# Eurosport Player
Eurosport Player is een internationale online streamingvideodienst van Discovery, Inc., het moederbedrijf van Eurosport. Hierop zijn de twee kanalen van Eurosport 1 en Eurosport 2 te zien, en zijn er live meerdere kanalen met sportuitzendingen waar Eurosport op dat moment de uitzendrechten heeft verworven. Door de week bevat de uitzending vaak alleen de kanalen van Eurosport 1 en 2, die op dat moment veel herhalingen uitzenden, maar op momenten met veel live sport kan er tot twintig streams met sportuitzendingen worden gekozen. Soms zijn deze zonder commentaar, maar in de meeste gevallen kan uit meerdere talen met commentaar worden gekozen.
Daar waar Eurosport 1 en 2 lineair uitzenden, kunnen veel uitzendingen in de Eurosport Player via streaming worden teruggekeken. 
Voor gebruik van de streams van Eurosport Player moet wel een abonnement worden afgesloten.

## Apparaten
De streams van de Eurosport Player kunnen worden bekeken op een computer, een Smart-tv, een mobiele telefoon of een tablet.

## Samenwerking
Eurosport heeft meerdere samenwerkingen gekend. In 2018 bundelde het de krachten met het online platform van het IOC en zendt het door het jaar heen documentaires uit over Olympische sporters.
Met het Algemeen Dagblad werd samengewerkt rond de Giro d'Italia, waarvoor Discovery Networks de exclusieve rechten voor de live-uitzendingen had.
Discovery+ biedt ook de mogelijkheid om naast entertainment de sportkanalen van Eurosport Player te bekijken via hun streamingdienst DPlay. Omdat beide kanalen van hetzelfde moederbedrijf komen, is de verwachting dat deze na 2022 tot een enkele dienst zullen worden samengevoegd.